# 17081 Jaytee
17081 Jaytee là một tiểu hành tinh vành đai chính với chu kỳ quỹ đạo là 1286.9643418 ngày (3.52 năm).
Nó được phát hiện ngày 8 tháng 5 năm 1999.